# 野中英紀
野中 英紀（のなか えいき、本名：野中 丈太郎、1959年1月 - ）は、東京都出身のミュージシャン、実業家、ラジオDJ。

## 来歴・人物
高校生の時、父親の転勤の都合でブラジルへ渡り、一時帰国後、米国バークリー音楽院に入学。
帰国後は細野晴臣らが主宰する¥ENレーベルから「Interiors」としてメジャー・デビュー。海外でもアルバムがヒットする。
1984年には細野晴臣らとフレンズ・オブ・アース（F.O.E）を結成。解散後、1995年には初のソロ・アルバム『a-key』を発表。
その後もマルチメディア事業やイベントのオーガナイズ、インターネットを用いたマーチャンダイジングのプロデュースなど実業家としても活躍。得意の英語を生かしてFMでのラジオDJとしての出演も多い。

## 出演番組
- Jam the WORLD （J-WAVE、月曜、火曜、金曜担当ナビゲーター、2001年10月2日 - 2015年3月30日）

### 過去の担当
- BAY SIDE FREEWAY（ベイエフエム、1989年10月 - 1990年9月）
- MIRAGE SUPER TOP WAVE（エフエム東京）